# Um Cão do Outro Mundo
Um Cão do Outro Mundo (em inglês:  Good Boy!) é um filme dos gêneros comédia dramática, fantasia e ficção científica lançado em 2003.

## Enredo
Owen Baker é um garoto de 12 anos que tem trabalhado no bairro para que ele possa ganhar o privilégio de ter um cão de sua autoria. O árduo trabalho de Owen compensa quando seus pais, o Sr. e a Sra Baker, adotam para ele um desalinhado Terrier que ele nomeia Hubble. Owen tem pouco tempo para fazer amigos duradouros, então ele espera que Hubble seja seu melhor amigo.
Owen tem uma amiga chamada Connie Flemming, uma menina de sua idade que vive no bairro. Mas isso não vai ser por muito tempo se os pais de Owen continuar com sua tendência de compra e venda de casas. Owen e Hubble recebem mais do que esperava quando Owen acorda uma manhã e descobre que ele pode compreender cada palavra do Hubble que diz a frase ameaçadora: "Leve-me para seus líderes".
Owen aprende que os cães vieram à Terra há milhares de anos, para colonizar e dominar o planeta. Hubble, que é realmente chamado de Canid 3942, foi enviado pelo poderoso Grande Dane em uma missão do cão da estrela Sirius 7 para fazer os cães ter certeza de cumprir esse destino. Os cães que passeiam com Owen incluem a mimada Poodle Barbara Ann, o Boxer legal Wilson, o nervoso Galguinho italiano Nelly e o gasoso Boiadeiro de Berna DogShep. Apesar dos melhores esforços de Owen e estes cachorros da vizinhança para convencer Hubble que está tudo bem com os cães da Terra, o Hubble logo descobre a terrível verdade sobre cães da Terra: "São todos animais de estimação".
As coisas pioram quando Hubble descobre que o Grande Dane está dirigindo-se à Terra para fazer a sua própria inspeção. Se as coisas não parecem estar corretas, todos os cães na Terra terão que voltar para Sirius 7.

## Elenco
- Liam Aiken ... Owen Baker
- Kevin Nealon ... Sr. Baker
- Molly Shannon ... Sra. Baker
- Brittany Moldowan ... Connie Flemming
- Hunter Elliott ... Frankie
- Mikhael Speidel ... Fred
- Patti Allan ... Srta. Ryan
- Benjamin Ratner ... Pai de Wilson
- Peter Flemming ... Outro pai de Wilson
- George Touliatos ... Sr. Leone
- D. Harlan Cutshall ... Sr. Fleming
- Brenda M. Crichlow ... Sra. Fleming
- Paul Vogt ... Dog Catcher

## Recepção
No agregador de críticas dos Estados Unidos, o Rotten Tomatoes, na pontuação onde a equipe do site categoriza as opiniões da  grande mídia e da mídia independente apenas como positivas ou negativas, o filme tem um índice de aprovação de 44% calculado com base em 87 comentários dos críticos. Por comparação, com as mesmas opiniões sendo calculadas usando uma média aritmética ponderada, a nota alcançada é 5.30/10 que é seguida do consenso: "Good Boy! deve apelar para as crianças. Os adultos, no entanto, podem considerá-lo um cão."
Em outro agregador de críticas também dos Estados Unidos, o Metacritic, que calcula as notas usando somente uma média aritmética ponderada de críticos que escrevem em maioria apenas para a grande mídia, o filme tem 30 avaliações da imprensa anexadas no site e uma pontuação de 49 entre 100, com a indicação de "revisões mistas ou neutras".